# Jiří Drahoš

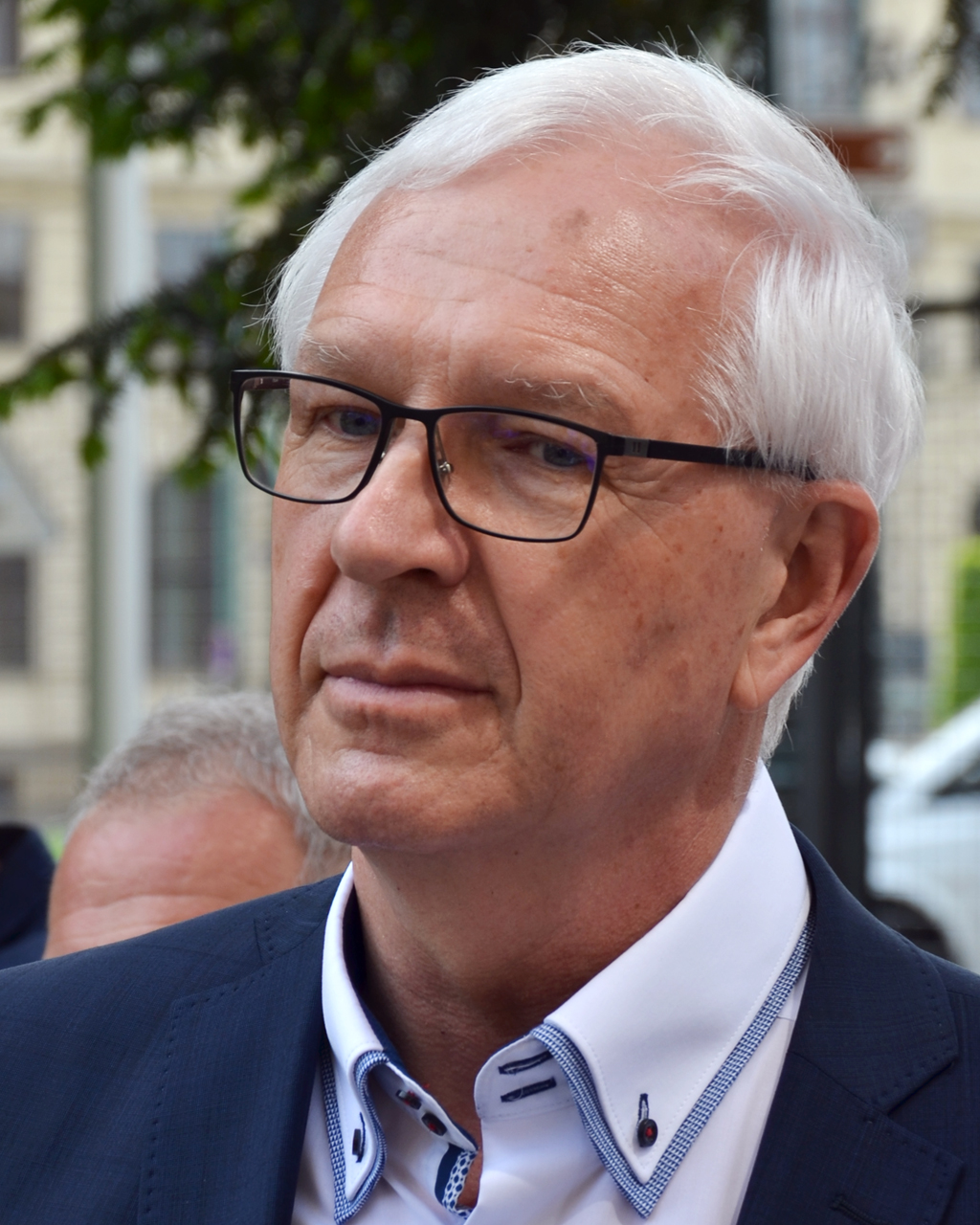
Jiří Drahoš (2017)

Jiří Drahoš (* 20. Februar 1949 in Český Těšín, Tschechoslowakei) ist ein tschechischer Politiker und physikalischer Chemiker. Drahoš war Vorsitzender der Akademie der Wissenschaften der Tschechischen Republik und kandidierte bei der Präsidentschaftswahl 2018, in der er in der Stichwahl gegen Amtsinhaber Miloš Zeman mit 48,6 % der Stimmen unterlag.

## Leben

### Akademische Karriere
Drahoš verbrachte seine Kindheit in Jablunkov in Mährisch-Schlesien, wo er 1967 die Hochschulreife erlangte.
Von 1967 bis 1972 studierte er physikalische Chemie an der Universität für Chemie und Technologie in Prag. 1972/73 absolvierte Drahoš seinen Militärdienst und führte ab September 1973 seine Studien am Institut für theoretische Grundlagen der Verfahrenstechnik (Ústav teoretických základů chemické techniky) der Tschechoslowakischen Akademie der Wissenschaften weiter. Er promovierte dort im Jahre 1976 zum Thema einer „Verallgemeinerten Berechnungsmethode zum Flüssigkeits-/Dampf-Gleichgewicht bei hohen Drücken“.
Ab 1977 arbeitete er am Institut für chemische Prozesse (Ústav chemických procesů) der Akademie der Wissenschaften. 1985/86 war er Humboldt-Stipendiat an der Universität Hannover und 1989 ein Semester als Gastvortragender an der Universität São Paulo (Brasilien) tätig. Nachdem sich Drahoš 1994 habilitiert hatte, war er von 1996 bis 2003 Leiter des Institutes für chemische Prozesse der Akademie der Wissenschaften der Tschechischen Republik. Seit 2003 ist Drahoš Universitätsprofessor.
Von März 2009 bis März 2017 war Drahoš Präsident der Akademie der Wissenschaften. Er ist Mitautor von zahlreichen wissenschaftlichen Veröffentlichungen und Patenten.
Drahoš wurde 2012 die Verdienstmedaille der Tschechischen Republik verliehen und er erhielt Ehrendoktorate der TU Bratislava sowie der Universität Kōbe (Japan).

### Politisches Engagement
Drahoš gilt als entschiedener Atlantiker und steht zur Westbindung der tschechischen Republik. Er befürwortet die Aufnahme von Kriegsflüchtlingen in Tschechien und unterzeichnete im August 2015 einen entsprechenden Aufruf tschechischer Akademiker an die Öffentlichkeit.
Am 28. März 2017 bestätigte Drahoš, nachdem er dies schon Ende 2016 erwogen hatte, in Jablunkov öffentlich seine Kandidatur für das Amt des Präsidenten der Tschechischen Republik. Am 3. November reichte er 141.234 Unterschriften von tschechischen Staatsbürgern ein, woraufhin er für die Wahl zugelassen wurde.
Während er sich in der ersten Runde am 13. Januar 2018 mit 1.369.601 (26,6 %) der abgegebenen Stimmen für die Stichwahl am 26. und 27. qualifizierte, unterlag er in dieser dem Amtsinhaber Miloš Zeman mit 2.701.206 (48,6 %) zu 2.853.390 (51,4 %) Stimmen bei einer Wahlbeteiligung von 66,6 %.
Nach der knappen Niederlage versprach Drahoš in der Politik aktiv zu bleiben. Er kandidierte bei der Senatswahl im Oktober 2018 für den Wahlkreis Prag 4 und erreichte bereits im ersten Wahlgang ein Mandat. Drahoš trat als Senator der Fraktion Starostové a nezávislí bei.